# Liliane Gagnon
Liliane Gagnon (* 28. Dezember 2002) ist eine kanadische Skilangläuferin.

## Werdegang
Gagnon startete im Dezember 2018 in Canmore erstmals im Nor-Am-Cup, wobei sie den 17. Platz im Sprint errang. In der Saison 2019/20 belegte sie bei den Junioren-Skiweltmeisterschaften 2020 in Oberwiesenthal den 50. Platz über 5 km klassisch, den 39. Rang im Sprint sowie den 34. Platz im 15-km-Massenstartrennen und bei den Olympischen Jugend-Winterspielen 2020 in Lausanne den 29. Platz im Cross, den 27. Rang über 5 km klassisch sowie den 23. Platz im Sprint. In den folgenden Jahren lief sie bei den Junioren-Skiweltmeisterschaften 2021 in Vuokatti auf den 52. Platz im Sprint, auf den 42. Rang über 5 km Freistil sowie auf den neunten Platz mit der Staffel und bei den Junioren-Skiweltmeisterschaften 2022 in Lygna jeweils auf den 24. Platz im Sprint und im 15-km-Massenstartrennen sowie auf den siebten Rang mit der Staffel. Zudem wurde sie im Jahr 2022 kanadische Juniorenmeisterin im Sprint. Nach drei Top-Zehn-Platzierungen im Nor-Am-Cup zu Beginn der Saison 2022/23, nahm sie in Davos erstmals am Weltcup teil, wobei sie mit dem 32. Platz im Sprint und mit dem 40. Rang über 20 km Freistil ihre ersten Weltcuppunkte holte. Im weiteren Saisonverlauf erreichte sie in Prince George im 20-km-Massenstartrennen mit dem zweiten Platz ihre erste Podestplatzierung im Nor-Am-Cup und kam bei den U23-Weltmeisterschaften 2023 in Whistler auf den 33. Platz im Sprint, auf den 27. Rang über 10 km Freistil sowie auf den 12. Platz im 20-km-Massenstartrennen. Beim Saisonhöhepunkt, den Nordischen Skiweltmeisterschaften 2023 in Planica, belegte sie den 47. Platz im Sprint, den 38. Rang über 10 km Freistil, den 32. Platz im 30-km-Massenstartrennen, den 12. Rang im Teamsprint und den achten Platz mit der Staffel. In der Saison 2023/24 holte sie im Sprint in Mont Sainte-Anne ihren ersten Sieg im Nor-Am-Cup und erreichte in Goms mit dem neunten Platz im 20-km-Massenstartrennen ihre erste Top-Zehn-Platzierung im Weltcupeinzel.

## Siege bei Continental-Cup-Rennen
| Nr. | Datum          | Ort              | Disziplin       | Serie      |
| --- | -------------- | ---------------- | --------------- | ---------- |
| 1.  | 4. Januar 2024 | Mont Sainte-Anne | Sprint Freistil | Nor-Am Cup |

## Platzierungen im Weltcup

### Weltcup-Statistik
Die Tabelle zeigt die erreichten Platzierungen im Einzelnen.
- 1.–3. Platz: Anzahl der Podiumsplatzierungen
- Top 10: Anzahl der Platzierungen unter den ersten zehn
- Punkteränge: Anzahl der Platzierungen innerhalb der Punkteränge
- Starts: Anzahl gelaufener Rennen in der jeweiligen Disziplin
- Hinweis: Bei den Distanzrennen erfolgt die Einordnung gemäß FIS.

| Platzierung               | Distanzrennen a | Distanzrennen a | Distanzrennen a | Distanzrennen a | Distanzrennen a | Skiathlon Verfolgung | Sprint | Etappen- rennen b | Gesamt | Team c | Team c  |
| Platzierung               | ≤ 5 km          | ≤ 10 km         | ≤ 15 km         | ≤ 30 km         | > 30 km         | Skiathlon Verfolgung | Sprint | Etappen- rennen b | Gesamt | Sprint | Staffel |
| ------------------------- | --------------- | --------------- | --------------- | --------------- | --------------- | -------------------- | ------ | ----------------- | ------ | ------ | ------- |
| 1. Platz                  |                 |                 |                 |                 |                 |                      |        |                   |        |        |         |
| 2. Platz                  |                 |                 |                 |                 |                 |                      |        |                   |        |        |         |
| 3. Platz                  |                 |                 |                 |                 |                 |                      |        |                   |        |        |         |
| Top 10                    |                 |                 |                 | 1               |                 |                      |        |                   | 1      | 2      | 2       |
| Punkteränge               |                 | 6               |                 | 6               | 1               | 1                    | 12     | 1                 | 27     | 4      | 4       |
| Starts                    |                 | 8               | 1               | 9               | 1               | 5                    | 15     | 1                 | 40     | 4      | 4       |
| Stand: Saisonende 2024/25 |                 |                 |                 |                 |                 |                      |        |                   |        |        |         |

### Weltcup-Gesamtplatzierungen
| Saison  | Gesamt | Gesamt | Distanz | Distanz | Sprint | Sprint |
| Saison  | Punkte | Platz  | Punkte  | Platz   | Punkte | Platz  |
| ------- | ------ | ------ | ------- | ------- | ------ | ------ |
| 2022/23 | 79     | 96.    | 11      | 113.    | 68     | 64.    |
| 2023/24 | 123    | 75.    | 82      | 57.     | 41     | 69.    |
| 2024/25 | 476    | 38.    | 285     | 33.     | 113    | 48.    |